# LNFA Serie B 2021
La LNFA Serie B 2021 è la 14ª edizione del campionato di football americano di secondo livello, organizzato dalla FEFA.

## Squadre partecipanti
| Club                 | Città                     | Stadio | Sponsor ufficiale | Risultato nella stagione 2020 |
| -------------------- | ------------------------- | ------ | ----------------- | ----------------------------- |
| Alcobendas Cavaliers | Alcobendas                |        |                   |                               |
| Alicante Sharks      | Alicante                  |        |                   |                               |
| Almería Barbarians   | Almería                   |        |                   |                               |
| Barberá Rookies      | Barberà del Vallès        |        |                   |                               |
| Granada Lions        | Granada                   |        |                   |                               |
| L'Hospitalet Pioners | L'Hospitalet de Llobregat |        |                   |                               |
| Mairena Blue Devils  | Palomares del Río         |        |                   |                               |
| Málaga Corsairs      | Malaga                    |        |                   |                               |
| Sevilla Linces       | Siviglia                  |        | Inmobalia         |                               |
| Valencia Firebats    | Valencia                  |        |                   |                               |
| Valencia Giants      | Valencia                  |        |                   |                               |

## Stagione regolare

### Calendario

#### 1ª giornata
| L'Hospitalet de Llobregat 12 dicembre 2020, ore 15:00 | L'Hospitalet Pioners | 20 – 0 referto | Valencia Firebats | Stadio de la Feixa Llarga |

| Siviglia 12 dicembre 2020, ore 18:00 | Sevilla Linces | 6 – 14 referto | Granada Lions | Campo de Rugby San Jerónimo |

| Mairena del Aljarafe 13 dicembre 2020, ore 11:00 | Mairena Blue Devils | 9 – 0 referto | Almería Barbarians | Estadio Francisco Castilla Romero |

| Alicante 13 dicembre 2020, ore 12:00 | Alicante Sharks | 0 – 18 referto | Valencia Giants | Estadio Municipal de Atletismo |

| Alcobendas 13 dicembre 2020, ore 11:00 | Alcobendas Cavaliers | 42 – 0 referto | Málaga Corsairs | Estadio José Caballero |

#### 2ª giornata
| Barberà del Vallès 16 gennaio 2021, ore 16:00 | Barberá Rookies | 16 – 34 referto | L'Hospitalet Pioners | Instal·lacions de Can Llobet |

| Valencia 16 gennaio 2021, ore 18:00 | Valencia Firebats | 14 – 20 referto | Valencia Giants | Estadio Municipal Jardín del Turia |

| Mairena del Aljarafe 17 gennaio 2021, ore 11:00 | Mairena Blue Devils | 0 – 29 referto | Alcobendas Cavaliers | Estadio Francisco Castilla Romero |

#### 3ª giornata
| L'Hospitalet de Llobregat 30 gennaio 2021, ore 14:00 | L'Hospitalet Pioners | 35 – 14 referto | Valencia Giants | Stadio de la Feixa Llarga |

| Alcobendas 31 gennaio 2021, ore 12:00 | Alcobendas Cavaliers | 40 – 0 referto | Sevilla Linces | Estadio José Caballero |

| Maracena 31 gennaio 2021, ore 12:00 | Granada Lions | 15 – 0 referto | Almería Barbarians | Ciudad Deportiva |

| Alicante 31 gennaio 2021, ore 12:00 | Alicante Sharks | 19 – 38 referto | Barberá Rookies | Estadio Municipal de Atletismo |

#### 4ª giornata
| Barberà del Vallès 13 febbraio 2021, ore 16:00 | Barberá Rookies | 21 – 0 referto | Alicante Sharks | Instal·lacions de Can Llobet |

| Siviglia 13 febbraio 2021, ore 18:00 | Sevilla Linces | 13 – 2 referto | Mairena Blue Devils | Campo de Rugby San Jerónimo |

| Malaga 14 febbraio 2021, ore 12:00 | Málaga Corsairs | 14 – 8 referto | Granada Lions | Campo de fútbol Juval |

#### 5ª giornata
| L'Hospitalet de Llobregat 27 febbraio 2021, ore 15:00 | L'Hospitalet Pioners | 54 – 35 referto | Barberá Rookies | Stadio de la Feixa Llarga |

| Maracena 28 febbraio 2021, ore 12:00 | Granada Lions | 7 – 54 referto | Alcobendas Cavaliers | Ciudad Deportiva |

| Almería 28 febbraio 2021, ore 12:00 | Almería Barbarians | 6 – 0 referto | Sevilla Linces | Estadio Juan Rojas |

| Valencia 28 febbraio 2021, ore 12:00 | Valencia Firebats | 30 – 27 referto | Alicante Sharks | Estadio Municipal Jardín del Turia |

| Malaga 28 febbraio 2021, ore 12:00 | Málaga Corsairs | 16 – 14 referto | Mairena Blue Devils | Campo de fútbol Juval |

#### 6ª giornata
| Catarroja 13 marzo 2021, ore 17:00 | Valencia Giants | 13 – 49 referto | Barberá Rookies | Polideportivo Municipal |

| Alcobendas 14 marzo 2021, ore 12:00 | Alcobendas Cavaliers | 42 – 19 referto | Mairena Blue Devils | Estadio José Caballero |

| Valencia 14 marzo 2021, ore 12:00 | Valencia Firebats | 15 – 20 referto | L'Hospitalet Pioners | Estadio Municipal Jardín del Turia |

| Malaga 14 marzo 2021, ore 12:00 | Málaga Corsairs | 23 – 0 referto | Almería Barbarians | Campo de fútbol Juval |

#### 7ª giornata
| Barberà del Vallès 27 marzo 2021, ore 16:00 | Barberá Rookies | 32 – 18 referto | Valencia Firebats | Instal·lacions de Can Llobet |

| Catarroja 27 marzo 2021, ore 17:00 | Valencia Giants | 19 – 21 referto | Alicante Sharks | Polideportivo Municipal |

| Siviglia 27 marzo 2021, ore 18:00 | Sevilla Linces | 8 – 32 referto | Alcobendas Cavaliers | Campo de Rugby San Jerónimo |

#### 8ª giornata
| Fuengirola 17 aprile 2021, ore 17:00 | Valencia Giants | 0 – 42 referto | Valencia Firebats | Polideportivo Elola |

| Mairena del Aljarafe 18 aprile 2021, ore 11:00 | Mairena Blue Devils | 12 – 7 referto | Sevilla Linces | Estadio Francisco Castilla Romero |

| Maracena 18 aprile 2021, ore 12:00 | Granada Lions | 21 – 13 referto | Málaga Corsairs | Ciudad Deportiva |

| Alicante 18 aprile 2021, ore 12:00 | Alicante Sharks | 22 – 55 referto | L'Hospitalet Pioners | Estadio Municipal de Atletismo |

#### Recuperi 1
| Almería 2 maggio 2021, ore 12:00 | Almería Barbarians | 0 – 11 referto | Granada Lions | Estadio Juan Rojas |

### Classifiche
Le classifiche della regular season sono le seguenti:
- PCT = percentuale di vittorie, G = partite giocate, V = partite vinte,  P = partite perse, PF = punti fatti, PS = punti subiti

#### Girone Est
| Pos. | Squadra              | PCT   | G | V | N | P | PF  | PS  |
| ---- | -------------------- | ----- | - | - | - | - | --- | --- |
| 1    | L'Hospitalet Pioners | 1.000 | 6 | 6 | 0 | 0 | 218 | 102 |
| 2    | Barberá Rookies      | .667  | 6 | 4 | 0 | 2 | 191 | 138 |
| 3    | Valencia Firebats    | .333  | 6 | 2 | 0 | 4 | 119 | 119 |
| 4    | Valencia Giants      | .333  | 6 | 2 | 0 | 4 | 84  | 161 |
| 5    | Alicante Sharks      | .167  | 6 | 1 | 0 | 5 | 89  | 181 |

#### Girone Centro-Sud
| Pos. | Squadra              | PCT   | G | V | N | P | PF  | PS  |
| ---- | -------------------- | ----- | - | - | - | - | --- | --- |
| 1    | Alcobendas Cavaliers | 1.000 | 6 | 6 | 0 | 0 | 239 | 34  |
| 2    | Granada Lions        | .667  | 6 | 4 | 0 | 2 | 76  | 87  |
| 3    | Málaga Corsairs      | .600  | 5 | 3 | 0 | 2 | 66  | 85  |
| 4    | Mairena Blue Devils  | .333  | 6 | 2 | 0 | 4 | 56  | 107 |
| 5    | Almería Barbarians   | .250  | 5 | 1 | 0 | 4 | 6   | 78  |
| 6    | Sevilla Linces       | .167  | 6 | 1 | 0 | 5 | 34  | 106 |

## Playoff

### Tabellone
|  | Semifinali | Semifinali           | Semifinali |                 |    | XIV Final de la LNFA Serie B | XIV Final de la LNFA Serie B | XIV Final de la LNFA Serie B |  |
|  |            |                      |            |                 |    |                              |                              |                              |  |
|  | 1E         | L'Hospitalet Pioners | 28         |                 |    |                              |                              |                              |  |
|  | 1E         | L'Hospitalet Pioners | 28         |                 |    |                              |                              |                              |  |
|  | 2CS        | Granada Lions        | 0          |                 |    |                              |                              |                              |  |
|  | 2CS        | Granada Lions        | 0          |                 | 1E | L'Hospitalet Pioners         | 24                           |                              |  |
|  |            |                      |            |                 | 1E | L'Hospitalet Pioners         | 24                           |                              |  |
|  |            |                      | 2E         | Barberá Rookies | 21 |                              |                              |                              |  |
|  | 1CS        | Alcobendas Cavaliers | 2E         | Barberá Rookies | 21 | 21                           |                              |                              |  |
|  | 1CS        | Alcobendas Cavaliers |            |                 |    |                              |                              |                              |  |
|  | 2E         | Barberá Rookies      | 28         |                 |    |                              |                              |                              |  |

### Semifinali
| L'Hospitalet de Llobregat 15 maggio 2021, ore 17:00 | L'Hospitalet Pioners | 28 – 0 referto | Granada Lions | Complex Esportiu L'Hospitalet Nord |

| Alcobendas 16 maggio 2021, ore 11:00 | Alcobendas Cavaliers | 21 – 28 referto | Barberá Rookies | Estadio José Caballero |

### XIV Final de la LNFA Serie B
| L'Hospitalet de Llobregat 29 maggio 2021, ore 17:00 | Barberá Rookies | 21 – 24 referto | L'Hospitalet Pioners | Complex Esportiu L'Hospitalet Nord |

## Verdetti
- L'Hospitalet Pioners Vincitori della LNFA Serie B 2021